# Бантыш, Фёдор Александрович
Федор Александрович Бантыш (1869—1919) — херсонский губернатор (1908—1911) и иркутский (1911—1913) губернатор; статский советник, камер-юнкер.

## Биография
Происходил из потомственных дворян. Родился в 1869 году в Изюмском уезде Харьковской губернии в семье Александра Фёдоровича Бантыша (1828—?) и Ольги Ивановны (урожд. Хлопова; 1837—1889). Его старший брат — Василий Александрович Бантыш.
Служил в Одесском драгунском полку (1890). Был избран изюмским уездным предводителем дворянства (1898)
В 1906 году — костромской вице-губернатор[уточнить]. Был назначен с 1 января 1908 года Херсонским губернатором; с 28 февраля 1911 года занимал должность Иркутского губернатора, до 1913 года.
В годы своего иркутского губернаторства с сочувствием относился к положению рабочих на Ленских золотых приисках. Считал, что вина за Ленский расстрел 1912 года лежит на компании «Лензолото». И владельцы «Лензолото» добились того, чтобы Бантыш был переведён губернатором в Якутск.
В 1919 году расстрелян Харьковской ЧК «за гонения рабочих» во время Красного террора вместе со своим сыном Антиохом Бантышом (сын — «за уклонение от мобилизации»).

## Источник
- Бантыш, Фёдор Александрович // Иркипедия: всё о Приангарье